# Abraham Quesnay
Abraham Quesnay (* 7. Februar 1666 in Rouen; † 14. September 1726 in Berlin) war ein hugenottischer Architekt in Berlin.
Er kam als Réfugié nach Berlin und war von 1696 bis 1716 am Bau des königlichen Waisenhauses beteiligt. Von 1702 bis 1705 vollendete er den vom  Baumeister Jean Louis Cayart geplanten und 1701 begonnenen Bau der Französischen Kirche. Auch das  Französische Waisenhaus Charlotten-/Ecke Jägerstraße wurde 1725 von ihm errichtet.